# Ukraine - En avant !
Ne doit pas être confondu avec Parti social-démocrate d'Ukraine (unifié).
Pour les articles homonymes, voir Parti social-démocrate.
Ukraine - En avant ! est un parti politique fondé en 1998 sous le nom de Parti social-démocrate ukrainien (en ukrainien : Українська соціал-демократична партія) lors de la fusion du Parti social-démocrate d'Ukraine et du Parti des droits de l'homme. En 2012, il devient le Parti de Natalia Korolevska « Ukraine - En avant ! » (en ukrainien : Партію Наталії Королевської "Україна - Вперед!), plus couramment appelé Ukraine - En avant !.

## Historique
D'abord présidé par Vassyl Onopenko puis, à partir de novembre 2006, par Yevhen Korniytchouk, le PSDU est membre du Bloc Ioulia Tymochenko, la coalition de soutien à Ioulia Tymochenko de 2002 à 2012.
Il est membre consultatif de l'Internationale socialiste comme l'a été son concurrent le Parti socialiste d'Ukraine de 2003 à 2011.
Le 23 décembre 2011, Natalia Korolevska (ancienne membre du parti de Tymochenko) succède à Korniytchouk. Le PSDU est alors exclu du bloc Tymochenko. Le 22 mars 2012, le congrès du parti change le nom du parti en Parti de Natalia Korolevska « Ukraine - En avant ! ».